# 入船 (東京都中央区)
入船（いりふね）は、東京都中央区の地名で、旧京橋区に当たる京橋地域内である。現行行政地名は入船一丁目から入船三丁目。住居表示実施済区域。

## 概要
町名の由来は、町域西側に入船川があったことによるものである。町域の北に八丁堀、東に湊、南に明石町および築地、西に新富がある。同地内のマンションやビルは名称に「銀座」を含むものが多い。（近隣の明石町・築地・新富も同様）

## 歴史
1971年（昭和46年）1月 - 住居表示の実施により「町」の字がなくなり、入船となる。

## 世帯数と人口
2023年（令和5年）1月1日現在（中央区発表）の世帯数と人口は以下の通りである。
| 丁目       | 世帯数    | 人口    |
| ---------- | --------- | ------- |
| 入船一丁目 | 673世帯   | 1,034人 |
| 入船二丁目 | 658世帯   | 925人   |
| 入船三丁目 | 552世帯   | 816人   |
| 計         | 1,883世帯 | 2,775人 |

### 人口の変遷
国勢調査による人口の推移。
| 年                 | 人口  |
| ------------------ | ----- |
| 1995年（平成7年）  | 990   |
| 2000年（平成12年） | 1,189 |
| 2005年（平成17年） | 2,027 |
| 2010年（平成22年） | 2,270 |
| 2015年（平成27年） | 2,261 |
| 2020年（令和2年）  | 2,487 |

### 世帯数の変遷
国勢調査による世帯数の推移。
| 年                 | 世帯数 |
| ------------------ | ------ |
| 1995年（平成7年）  | 428    |
| 2000年（平成12年） | 631    |
| 2005年（平成17年） | 1,355  |
| 2010年（平成22年） | 1,433  |
| 2015年（平成27年） | 1,478  |
| 2020年（令和2年）  | 1,630  |

## 学区
区立小・中学校に通う場合、学区は以下の通りとなる（2025年4月現在）。
| 丁目       | 番地 | 小学校             | 中学校             |
| ---------- | ---- | ------------------ | ------------------ |
| 入船一丁目 | 全域 | 中央区立中央小学校 | 中央区立銀座中学校 |
| 入船二丁目 | 全域 | 中央区立中央小学校 | 中央区立銀座中学校 |
| 入船三丁目 | 全域 | 中央区立明石小学校 | 中央区立銀座中学校 |

## 事業所
2021年（令和3年）現在の経済センサス調査による事業所数と従業員数は以下の通りである。
| 丁目       | 事業所数  | 従業員数 |
| ---------- | --------- | -------- |
| 入船一丁目 | 155事業所 | 1,355人  |
| 入船二丁目 | 155事業所 | 2,070人  |
| 入船三丁目 | 187事業所 | 3,445人  |
| 計         | 497事業所 | 6,870人  |

### 事業者数の変遷
経済センサスによる事業所数の推移。
| 年                 | 事業者数 |
| ------------------ | -------- |
| 2016年（平成28年） | 507      |
| 2021年（令和3年）  | 497      |

### 従業員数の変遷
経済センサスによる従業員数の推移。
| 年                 | 従業員数 |
| ------------------ | -------- |
| 2016年（平成28年） | 6,979    |
| 2021年（令和3年）  | 6,870    |

### 主な企業
- ナラサキ産業 本社
- EAファーマ
- NTT印刷
- アルテック
- 松田商店

## 施設

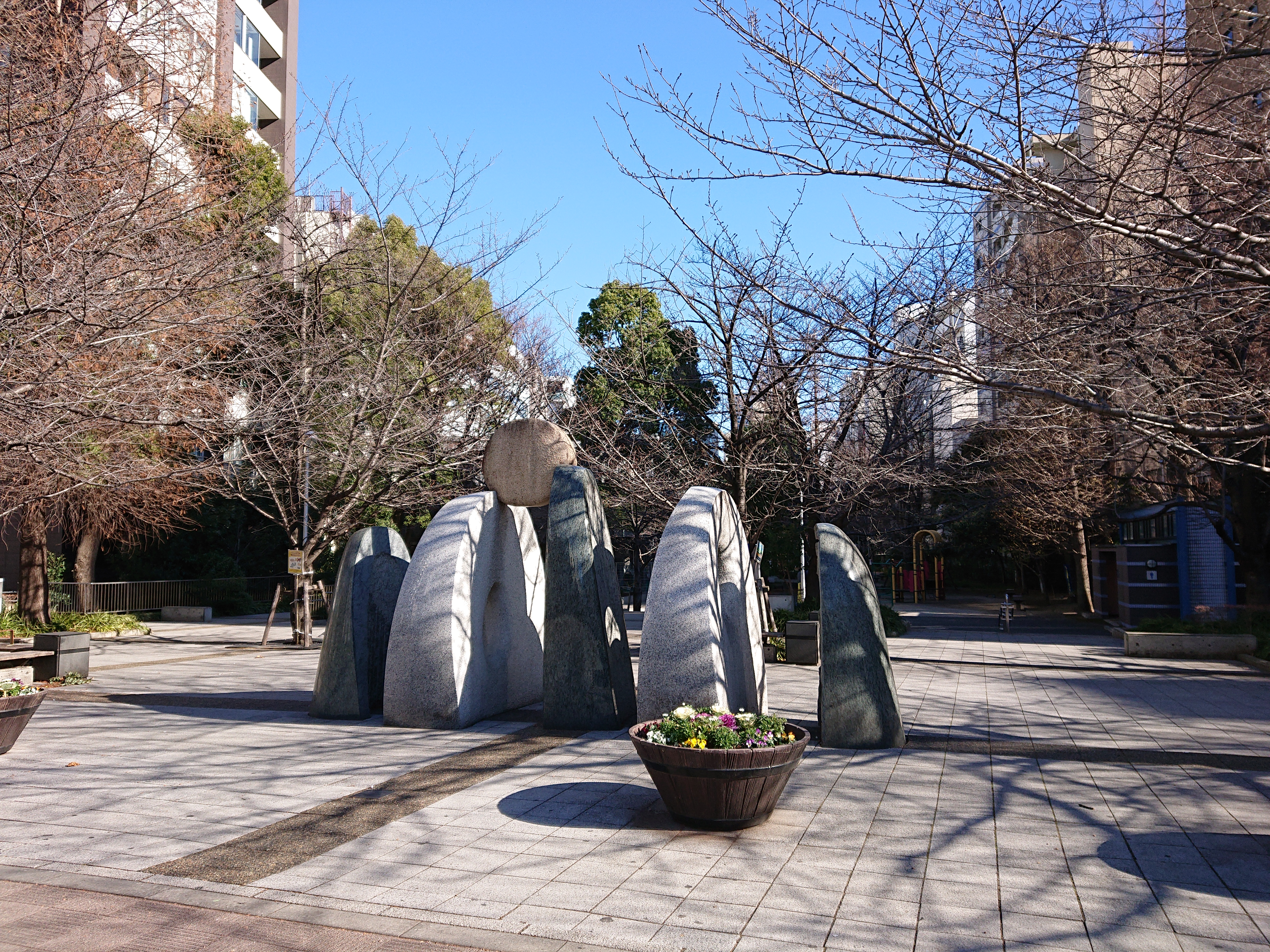
桜川公園

公園
- 桜川公園

大使館
- ベネズエラ大使館

## 交通
道路
- 東京都道・千葉県道50号東京市川線（新大橋通り）
- 東京都道473号新富晴海線

## その他

### 日本郵便
- 郵便番号 : 104-0042[3]（集配局 : 晴海郵便局[14]）。

### 管轄等
- 築地警察署 - 同町周辺の管轄に当たる。（所在地：築地）
- 京橋消防署築地出張所 - 同町周辺の管轄に当たる。（所在地：明石町）